# ぷろだくしょん★A組
有限会社ぷろだくしょん★A組（プロダクション エイぐみ）は、日本の芸能事務所。俳優と声優のマネージメント・育成を主業務とする。

## 概要
2000年（平成12年）7月、九プロダクションのチーフマネージャーであった須貝誓子が独立して設立。当初の社名は楡プロダクションA組（2001年（平成13年）7月まで）。元九プロダクション所属者が多く移籍してきている。
2024年3月、代表の須貝が死去。ホームページもなくなり現在活動が不透明になっている。

## 所属声優

### 男性
- 伊藤将人
- 上野瞭太
- 佐々木直樹

#### 準所属
- 河端良佑
- 近藤駿祐
- 長井洋
- 日高大士
- 渡辺優力

### 女性
- 千原江理子
- 林玉緒
- 森口芽衣

#### 準所属
- 大槻知子
- 大和有理紗
- 若林みなみ

## かつて所属していた主な声優

### 男性
- 荒川太朗（フリー転向後死去）
- 安齋龍太（現所属：リマックス）
- 伊井篤史（アーツビジョンに移籍後死去）
- 井上文彦（現所属：リマックス）
- 大竹宏（81プロデュースに移籍後死去）
- 大塚智則（現所属：リンク・エンタテインメンツ）
- 岡田悠介
- 金宗俊二
- 河相智哉（現所属：ベルプロダクション）
- 木野泰生（現所属：エーエス企画）
- 熊谷直道（現所属：エーエス企画）
- 熊野哲也（現所属：アーティストスタッフカンパニー）
- 栗山浩一（現所属：アーティストスタッフカンパニー）
- 小林勝彦（在籍中に死去）
- 五代あつし
- 西前忠久（現所属：アーツビジョン）
- 齋藤龍吾（現所属：アーティストスタッフカンパニー）
- 坂口賢一
- 島香裕（在籍中に死去）
- 新城健（フリー）
- 杉山大（現所属：アクセント）
- 鈴木勝美（現所属：81プロデュース）
- 鈴木佑治
- 田中一永（現所属：アクセント）
- 田原アルノ（現所属：ムーブマン）
- 中河原奨（現所属：エーエス企画）
- 西嶋陽一（現所属：アーツビジョン）
- 根本明宏（現所属：宝井プロジェクト、ネクシード<声預かり>）
- 広田みのる（現所属：オフィス・ティービー）
- 藤井啓輔（現所属：ケンユウオフィス）
- 前田昌明（希楽星に移籍後死去）
- ますおかたろう（現所属：ラクーンドッグ）
- 松木伸仁（現所属：ドクナーズ・ジャパン）
- 三宅貴洋（現所属：EARLY WING）
- 南田親彦
- 矢嶋俊作（現所属：ケイエムシネマ企画）
- 吉田裕秋（現所属：アプトプロ）

### 女性
- 相生千恵子（在籍中に死去）
- 秋元千賀子（現所属：Ritrovo）
- 天野亜希子（フリー）
- 井上明子（フリー）
- 大関英里（エルアンドエル・ビクターエンタテインメント業務提携）
- 大野佐和
- 岡本ナミ（現所属：アクロスエンタテインメント）
- 佳川紘子
- 風村綾乃（現所属：エーエス企画）
- 勝田晶子
- くまのみどうあや（現所属：エーエス企画）
- 児玉真理（現所属：ゆーりんプロ）
- 近野真昼
- 紗ゆり（在籍中に死去）
- 島形麻衣奈（現所属：プロダクション・エース）
- 島宗りつこ
- 清和祐子（現所属：東京俳優生活協同組合）
- 津本陽日
- 戸川絵美
- 榛田安芸（フリー）
- 聖みほ子
- 前田敏子（現所属：81プロデュース）
- 岬凛
- 麦穂あんな（フリー）
- 森沢芙美（現所属：ラクーンドッグ）
- 森史絵
- 山崎さやか（現所属：アーティストスタッフカンパニー）
- 若原由佳（現所属：エーエス企画）
- 若松紫織